# Bien de Interés Cultural
Bien de Interés Cultural (BIC) är en del av det spanska kulturarvet. Uttrycket betyder bokstavligen ”egendom av kulturellt intresse”, även om en bättre översättning kunde vara ”kulturhistoriskt arv”, eftersom i Spanien inte bara skyddas fast eller lös egendom utan även immateriella kulturella arv, såsom visselspråket Silbo gomero. Beteckningen BIC ger objektet skyddsstatus.
Skyddsstatus kan ges till objekt för deras konstnärliga, historiska, paleontologiska, etnografiska, vetenskapliga eller tekniska värde, exempel är historiska monument, historiska trädgårdar, historiska komplex, historiska platser och arkeologiska områden. Även egenskaper, kunskaper eller aktiviteter inom det etnografiska arvet och det dokumentära och bibliografiska arvet kan skyddas som objekt av kulturellt intresse.
Den spanska lagen 16/1985 (25 juni 1985), den så kallade LPHE-lagen, reglerar vilka objekt som ska bedömas ha egenskap av kulturellt intresse.
Den nya lagen om kulturarv från 1985 ersatte den äldre formen Monumento nacional (nationellt monument) för att utvidga skyddet till ett bredare utbud av kulturell egendom. De nationella monumenten ingår nu som en av underkategorierna i kulturarvet.
Registret för kulturintressen förvaltas av det spanska kulturdepartementet. De spanska autonoma regionerna är inblandade i deklarationsförfarandet, de har utarbetat sin egen lagstiftning och hanterar oftast ett eget register över det kulturella arvet.
Bien de Interés Cultural används också i några andra spansktalande länder.